# Gui Haichao
Gui Haichao (chinesisch 桂海潮; * November 1986 in Yaoguan, Provinz Yunnan) ist ein chinesischer Hochschullehrer und Nutzlastexperte im Raumfahrerkorps der Volksbefreiungsarmee.

## Jugend und Studium
Gui Haichao wurde im November 1986 im Dorf Yaoguan (姚关村, heute eine Einwohnergemeinschaft) des gleichnamigen Gebiets (姚关区) im Kreises Shidian der bezirksfreien Stadt Baoshan in Westyunnan als ältestes Kind einer Bauernfamilie geboren; er hat noch einen jüngeren Bruder und eine Schwester.
Er besuchte die Zentrale Grundschule Yaoguan (姚关中心小学), dann die Unterstufe des Gymnasiums von Yaoguan (姚关中学, heute 3. Kreisgymnasium Shidian bzw. 施甸三中). Für die Oberstufe wechselte er an den naturwissenschaftlichen Zweig des 1. Kreisgymnasiums Shidian (施甸一中, heute 1. Gesamtgymnasium des Kreises Shidian bzw. 施甸县第一完全中学), das sich in der auf der kurvenreichen Bergstraße 18 km entfernten Kreisstadt befand. 2005 machte er dort Abitur und begann an der Fakultät für Raumfahrt der Universität für Luft- und Raumfahrt Peking Flugkörperkonstruktion (飞行器设计与工程) zu studieren. Gui Haichao war 2005 der beste Abiturient von allen naturwissenschaftlichen Gymnasian Yunnans, der an jener Universität aufgenommen wurde.
Im Juli 2007 machte er das Vordiplom, im Juli 2014 promovierte er. Von Juli 2014 bis August 2017 ging er als Postdoc nach Kanada, zunächst an die York University in Toronto, dann an die damalige Ryerson University (seit 2022 Toronto Metropolitan University).

## Forschung und Lehre
Im September 2017 erhielt Gui Haichao über das speziell auf junge Wissenschaftler ausgerichtete Rückholprogramm „Die besten 100“ (卓越百人) der Universität für Luft- und Raumfahrt Peking (eine universitätseigene Version des „Tausend-Talente-Plans“) eine Professur am Fachbereich Raumflugkörpertechnik (航天飞行器技术系) der Fakultät für Raumfahrt.
Neben seinen Aufgaben als Dozent – bis zu seiner Berufung ins Raumfahrerkorps unterrichtete er „Einführung in die Tiefraumerkundung“ und „Nichtlineare Kontrolltheorie“ – und Doktorandenbetreuer forschte er an der Universität, wie schon in Kanada, auf dem Gebiet der Flugmechanik und -dynamik von Raumschiffen, sowie der Schätztheorie und ihrer Anwendung in der Raumfahrttechnik.
Auch von der Chinesischen Raumstation aus betreut Gui Haichao weiterhin seine Doktoranden. Zum einen ruft er sie, wenn es die Zeit erlaubt, vom All aus an und fragt nach ihrem Arbeitsfortschritt. Wenn die Studenten selbst Fragen haben, können sie beim Chinesischen Raumfahrer-Ausbildungszentrum oder beim Raumfahrtkontrollzentrum Peking Telefonzeit beantragen. Nach Zuweisung eines Termins können sie dort dann abgeschirmte Telefonzellen benutzen, wo das Bodenpersonal nicht mithört. Über den großen Fernseher im Kernmodul Tianhe sind von den Telefonzellen aus auch Videokonferenzen mit – durch die Signallaufzeit bedingt – geringer Zeitverzögerung möglich. Die Studenten können auch Text- und Bilddateien zur Raumstation schicken. Diese werden allerdings vorher vom Bodenpersonal auf Schadprogramme überprüft.

## Dienst im Raumfahrerkorps
Als Gui Haichao im Frühjahr 2018 erfuhr, dass das Büro für bemannte Raumfahrt und das Chinesische Raumfahrer-Ausbildungszentrum für die Nutzungs- und Erweiterungsphase der Chinesischen Raumstation neben Kampfpiloten auch zivile Nutzlastexperten suchten, meldete er sich sofort. Von 2500 nach Prüfung der Bewerbungsunterlagen angenommenen Kandidaten wurden nach einem dreistufigen, im September 2020 abgeschlossenen Auswahlverfahren 18 Raumfahrer aufgenommen, darunter vier Nutzlastexperten, einer davon trotz seiner leichten Kurzsichtigkeit Gui Haichao. Von den vier Nutzlastexperten war Gui Haichao der einzige, der von einer Hochschule kam. Die offizielle Vereidigung der neuen Auswahlgruppe fand am 1. Oktober 2020, dem chinesischen Nationalfeiertag statt.
Gui Haichao, der bereits im Juli 2020 in die Kommunistische Partei Chinas eingetreten war, war nun ein ziviles Mitglied des Raumfahrerkorps der Volksbefreiungsarmee.
Bei der Auswahlgruppe 2020 gab es drei verschiedene Kategorien: Raumschiffpiloten, Bordingenieure und Nutzlastexperten. Was die körperlichen Voraussetzungen betraf, so waren diese bei den Bordingenieuren niedriger als bei den Raumschiffpiloten (für diesen Tätigkeitsbereich wurden nur aktive Kampfpiloten eingestellt), und bei den Nutzlastexperten niedriger als bei den Bordingenieuren.
Gui Haichao war an sich ein sportlicher Mann, dennoch fiel ihm die Raumfahrerausbildung nicht leicht. Ein zweitägiges Überlebenstraining in der Wüste, 72 Stunden in einer kleinen Kammer verbringen, ohne einzuschlafen, und vor allem das Unterwassertraining für Außenbordeinsätze stellten beträchtliche Herausforderungen für ihn dar.
Im Juni 2022 wurde Gui Haichao als Nutzlastexperte für die Mission Shenzhou 16 ausgewählt, am 30. Mai 2023 startete er vom Kosmodrom Jiuquan zur Chinesischen Raumstation. Für die Zeit im All, wo sich durch die Schwerelosigkeit seine Sehkraft verändern würde, hatte ihm das Raumfahrer-Ausbildungszentrum eine Reihe von Brillen mit verschiedener Stärke mitgegeben. Beim Start, wo durch die Beschleunigung auch eine Brille schwerer würde, musste er aus Sicherheitsgründen Kontaktlinsen tragen.
Zusammen mit Gui Haichao flogen als Kommandant Jing Haipeng, der mit bis dahin drei Einsätzen, darunter einem Monat im Raumlabor Tiangong 2, über sehr viel Erfahrung verfügt, und als Bordingenieur Zhu Yangzhu von der Hochschule für Raumfahrttechnik der Strategischen Kampfunterstützungstruppe. Auf der Raumstation war Gui Haichao nicht nur für die Durchführung und Auswertung von wissenschaftlichen Experimenten zuständig, sondern – zusammen mit Zhu Yangzhu – auch für Wartung und Reparatur der Laborgeräte.
Konkret waren für die Mission Shenzhou 16 folgende Experimente vorgesehen:
- Physikalische Grundlagenforschung
  - Quantenphänomene in Nicht-Fermiflüssigkeiten
  - Kaltatomuhr
  - Feinstrukturkonstante
  - Allgemeine Relativitätstheorie
- Biowissenschaften
  - Zusammenhang zwischen Aminosäuren und dem Entstehen von Codons, also chemische Evolution
  - Ausdifferenzierung menschlicher Urkeimzellen
  - Züchtung von Mikroorganismen und Untersuchung der von ihnen bei für Raumflugkörper verwendetem Material verursachten Biokorrosion (ein Forschungsschwerpunkt an der Chinesischen Akademie für Weltraumtechnologie)
  - Züchtung mehrerer Arten von Mikroalgen[7]

## Veröffentlichungen (Auswahl)
- Hybrid Global Finite-Time Dual-Quaternion Observer and Controller for Velocity-Free Spacecraft Pose Tracking zusammen mit Yong Wang und Wenjie Su, 2020 in Control Systems Technology, IEEE Transactions on PP(99): S. 1–13 doi:10.1109/TCST.2020.3030670
- Observer-Based Fault-Tolerant Spacecraft Attitude Tracking Using Sequential Lyapunov Analyses, 2020
- Dual-Quaternion-Based Spacecraft Pose Tracking with a Global Exponential Velocity Observer zusammen mit Qingqing Dang und Hao Wen, 2019, in Journal of Guidance, Control, and Dynamics 42(9): S. 1–10 doi:10.2514/1.G004302 online
- Adaptive Fault-Tolerant Spacecraft Pose Tracking With Control Allocation zusammen mit Anton H. J. de Ruiter, 2017, in Control Systems Technology, IEEE Transactions on PP(99): S. 1–16 doi:10.1109/TCST.2017.2771374 online
- FTUT Final zusammen mit George Vukovich, 2016 online
- On the attitude stabilization of a rigid spacecraft using two skew control moment gyros zusammen mit Lei Jin, Shijie Xu und Jun Zhang, 2014, in Nonlinear Dynamics 79(3): S. 2079–2097 doi:10.1007/s11071-014-1796-0 online